# Bernay-en-Ponthieu
Bernay-en-Ponthieu är en kommun i departementet Somme i regionen Hauts-de-France i norra Frankrike. Kommunen ligger i kantonen Rue som tillhör arrondissementet Abbeville. År 2022 hade Bernay-en-Ponthieu 240 invånare.

## Befolkningsutveckling
Antalet invånare i kommunen Bernay-en-Ponthieu
| Referens: INSEE |